# Themistoclesia pentandra
Themistoclesia pentandra är en ljungväxtart som beskrevs av Herman Otto Sleumer. Themistoclesia pentandra ingår i släktet Themistoclesia och familjen ljungväxter. Inga underarter finns listade i Catalogue of Life.